# Amphiura microdiscoida
Amphiura microdiscoida is een slangster uit de familie Amphiuridae.
De wetenschappelijke naam van de soort werd in 1915 gepubliceerd door Hubert Lyman Clark.